# Raffaele Andreassi
Raffaele Andreassi (L'Aquila, 2 de agosto de 1924 - Roma, 20 de noviembre de 2008) fue un director de cine italiano conocido por su película Flashback. La película trataba de un soldado de la Segunda Guerra Mundial y recibió diferentes reconocimientos. Andreassi realizó diferentes documentales durante su carrera.

## Carrera
Andreassi comenzó su carrera como periodista a finales de la década de 1940. Escribió en numerosas revistas y periódicos, incluido el periódico de la mañana Giornale di Sicilia. Andreassi también publicó varias colecciones de poemas. Luego se dedicó a escribir guiones para películas, especialmente documentales. Su debut como director fue en 1955 con la comedia "Face rogue" en colaboración con Lance Comfort. En 1960 Andreassi recibió el  Oso de plata de Berlín por su cortometraje "I vecchi".
En 1968 dirigió  "Flashback", una película de guerra que recibió diferentes premiosː la Golden Globe's Foreign Press, la Grolla Silver (St. Vincent), el Award of Tourism and Entertainment, y el Silverstar Festival San Francisco. Entró en la sección oficial del Festival Internacional de Cine de Cannes de 1969 y fue nominado a la Palma de Oro.
Después de  Flashback Andreassi colaboró con las secciones más importantes de RAI. De 1971 a 1975 fue director artístico del Audiovisual Mondadori. De 1982 a 1983 enseñó "técnicas de cine documental" en DAMS en Bolonia. En 1999 escribió y dirigió el documental "I lupi dentro" con actores no profesionales, un viaje del propio autor en el espacio y el tiempo. Andreassi murió el 20 de noviembre de 2008.

## Filmografía
- Uomini in bilico (1954)
- Gli uomini del sale (1954)
- Risveglio (1956)
- Faccia da mascalzone (1956)
- Simone Martini (1958)
- Nebbia (1960)
- Lo specchio, la tigre e la pianura (1960)
- Il puledrino (1960)
- Bambini (1960)
- I vecchi (1960)
- Gli stregoni (1961)
- I piaceri proibiti (1963)
- Amore (1963/II)
- Il silenzio (1964)
- Gli animali (1965)
- Antonio Ligabue, pittore (1965)
- Alternative attuali (1966)
- Uomini e cose (1968)
- Flashback (1969)
- I lupi dentro (2000)

## Premios y distinciones
Festival Internacional de Cine de Berlín
| Año  | Categoría                          | Película | Resultado |
| ---- | ---------------------------------- | -------- | --------- |
| 1960 | Oso de Plata al mejor cortometraje | I vecchi | Ganador   |